# 蘇原青雲町
蘇原青雲町（そはらせいうんちょう）は、岐阜県各務原市の地名。現行行政町名は蘇原青雲町一丁目から蘇原青雲町五丁目。
地名は「青雲の志をたてる」という意味が込められている。

## 地理
各務原市の蘇原地区に属する。町域の東部は蘇原新栄町、蘇原野口町、西部は蘇原申子町、蘇原吉新町、南部は蘇原吉新町、蘇原柿沢町、蘇原沢上町、北部は蘇原吉野町、蘇原寺島町に接する。
道路
- 県道205号長森各務原線
- 蘇原中央通り
- いちょう通り

## 歴史
1968年（昭和43年）8月31日に蘇原伊吹町の一部をもって蘇原青雲町を設置する。

## 世帯数と人口
2024年（令和6年）10月1日現在の世帯数と人口は以下の通りである。
| 丁目             | 世帯数  | 人口    |
| ---------------- | ------- | ------- |
| 蘇原青雲町一丁目 | 88世帯  | 194人   |
| 蘇原青雲町二丁目 | 119世帯 | 294人   |
| 蘇原青雲町三丁目 | 109世帯 | 278人   |
| 蘇原青雲町四丁目 | 92世帯  | 196人   |
| 蘇原青雲町五丁目 | 107世帯 | 225人   |
| 計               | 515世帯 | 1,187人 |

## 小・中学校の学区
市立小・中学校に通う場合、学区は以下の通りとなる。
| 番・番地等 | 小学校                   | 中学校               |
| ---------- | ------------------------ | -------------------- |
| 全域       | 各務原市立蘇原第一小学校 | 各務原市立蘇原中学校 |

## 交通
- 各務原市ふれあいバス蘇原線

## 主な施設
- 各務原市立蘇原中学校
- 蘇原保育所
- バロー各務原中央店
- 青雲町公民館